# Wouter van Rijn
Wouter van Rijn (28 november 1976) is een Nederlandse schaker. Sinds 2005 is hij een FIDE Meester (FM). 
Op 15 mei 2005 vond in Delft het tweede Cirrus Kroegenlopertoernooi plaats, dat met 14 punten uit 7 ronden werd gewonnen door het span Jan Werle en Thomas Willemze. Het duo Edwin van Haastert en Sven Bakker eindigde met 13,5 punt op de tweede plaats, terwijl het koppel Joost Michielsen en Wouter van Rijn op de derde plaats eindigde. Van Rijn is een van de gebruikers van de dubbelslag.
In 2010 werd hij met 5 pt. uit 7 tweede op het snelschaakkampioenschap van de Arnhemsche Schaakvereniging; ook in 2009 was hij tweede geworden op dit kampioenschap.
In 2015 won Van Rijn, voor GM Twan Burg die als tweede eindigde, de zesde ARVES-wedstrijd oplossen van eindspel-studies, gehouden in Wijk aan Zee. In 2018 eindigde hij als vierde bij deze wedstrijd,

## Referentie
1. ↑  "ASV En Passant", asv.schaken.nl / www.yumpu.com, 10 juni 2010, geraadpleegd 1 aug. 2021
2. ↑  Wouter Van Rijn wins the 6th Tata Study Solving contest (2015), www.arves.org, geraadpleegd 1 aug. 2021
3. ↑  Van Rijn won the Study Solving, www.afekchess.com, geraadpleegd 1 aug. 2021
4. ↑  27th January 2018, the 9th Solving Tournament[dode link], www.arves.org, geraadpleegd 1 aug. 2021